# Маскоги (округ, Оклахома)
Округ Маскоги (англ. Muskogee County) располагается в штате Оклахома, США. Официально образован в 1907 году. По состоянию на 2013 год, численность населения составляла 70 303 человека.

## География
По данным Бюро переписи США, общая площадь округа равняется 2173,012 км2, из которых 2108,262 км2 суша и 64,750 км2 или 3,000 % это водоёмы.

## Население
По данным переписи населения 2000 года в округе проживает 69 451 жителей в составе 26 458 домашних хозяйств и 18 467 семей. Плотность населения составляет 33,00 человека на км2. На территории округа насчитывается 29 575 жилых строений, при плотности застройки около 14,00-ти строений на км2. Расовый состав населения: белые — 63,73 %, афроамериканцы — 13,16 %, коренные американцы (индейцы) — 14,88 %, азиаты — 0,58 %, гавайцы — 0,03 %, представители других рас — 1,19 %, представители двух или более рас — 6,43 %. Испаноязычные составляли 2,67 % населения независимо от расы.
В составе 31,80 % из общего числа домашних хозяйств проживают дети в возрасте до 18 лет, 52,80 % домашних хозяйств представляют собой супружеские пары проживающие вместе, 13,30 % домашних хозяйств представляют собой одиноких женщин без супруга, 30,20 % домашних хозяйств не имеют отношения к семьям, 26,70 % домашних хозяйств состоят из одного человека, 12,30 % домашних хозяйств состоят из престарелых (65 лет и старше), проживающих в одиночестве. Средний размер домашнего хозяйства составляет 2,51 человека, и средний размер семьи 3,03 человека.
Возрастной состав округа: 25,90 % моложе 18 лет, 9,50 % от 18 до 24, 26,70 % от 25 до 44, 22,60 % от 45 до 64 и 15,30 % от 65 и старше. Средний возраст жителя округа 37 лет. На каждые 100 женщин приходится 93,30 мужчин. На каждые 100 женщин старше 18 лет приходится 88,90 мужчин.
Средний доход на домохозяйство в округе составлял 28 438 USD, на семью — 34 793 USD. Среднестатистический заработок мужчины был 28 670 USD против 20 457 USD для женщины. Доход на душу населения составлял 14 828 USD. Около 14,10 % семей и 17,90 % общего населения находились ниже черты бедности, в том числе — 24,00 % молодёжи (тех, кому ещё не исполнилось 18 лет) и 14,70 % тех, кому было уже больше 65 лет.